# More of The Monkees
More of the Monkees други је албум групе The Monkees, објављен 1967. године. Албум нарочито обухвата сингл I'm a Believer, другог сингла пласираног broj 1. Албум је био пласиран но:1 осамнаест недеља у Сједињеним Државама и престигао је њихов први албум The Monkees. More of the Monkees је такође стигао до врха британских топ листа.
Албум је издат без дозволе чланова. Током прављенња овог албума, група је само певала а инструментал је обезбедила продукција. Незадовољни ситуацијом, успели су да узму сва права над музиком и у следећем албуму Headquarters сами располажу својим инструментима.

## Списак песама[2]
Прва страна
- 1. She (Tommy Boyce, Bobby Hart) – 2:27
- 2. When Love Comes Knockin' (At Your Door) (Carole Bayer Sager, Neil Sedaka) – 1:45
- 3. Mary, Mary (Michael Nesmith) – 2:12
- 4. Hold On Girl (Billy Carr, Jack Keller, Ben Raleigh) – 2:23
- 5. Your Auntie Grizelda (Diane Hildebrand, Keller) – 2:28
- 6. (I'm Not Your) Stepping Stone (Boyce, Hart) – 2:25

Друга страна
- 7. Look Out (Here Comes Tomorrow) (Neil Diamond) – 2:10
- 8. The Kind of Girl I Could Love (Nesmith, Roger Atkins) – 1:50
- 9. The Day We Fall in Love (Sandy Linzer, Denny Randell) – 2:20
- 10. Sometime in the Morning (Gerry Goffin, Carole King) – 2:24
- 11. Laugh (Phil Margo, Mitch Margo, Hank Medress, Jay Siegel) – 2:25
- 12. I'm a Believer (Diamond) – 2:41

Бонус
1994. Рино Рекордс је поново објавио More of the Monkees са пет бонус нумера:
- 13. Don't Listen to Linda (Boyce, Hart) – 2:28
- 14. I'll Spend My Life with You (Boyce, Hart) – 2:30
- 15. I Don't Think You Know Me (Goffin, King) – 2:19
- 16. Look Out (Here Comes Tomorrow) (Diamond) – 2:53
- 17. I'm a Believer (Diamond) – 2:52